# Gharyan
Gharyan (arabiska: غريان) är en distriktshuvudort i Libyen.   Den ligger i distriktet Al Jabal al Gharbi, i den nordvästra delen av landet, 80 km söder om huvudstaden Tripoli. Gharyan ligger 704 meter över havet och antalet invånare är 85 219.
Terrängen runt Gharyan är kuperad västerut, men österut är den platt. Gharyan ligger uppe på en höjd. Runt Gharyan är det mycket glesbefolkat, med 2 invånare per kvadratkilometer. Det finns inga andra samhällen i närheten. Omgivningarna runt Gharyan är i huvudsak ett öppet busklandskap.